# ستيفي سيرل
ستيفي سيرل (بالإنجليزية: Stevie Searle)‏ هو لاعب كرة قدم بريطاني في مركز الوسط، ولد في 7 مارس 1977 في لامبث ‏ في المملكة المتحدة. لعب مع تونبريدج أنغلز وستيفيناغ بوروه ونادي بارنت ونادي فيشر أثليتيك ونادي وكينغ.

## وصلات خارجية
- ستيفي سيرل على موقع Soccerbase.com (لاعب) (الإنجليزية)